# Nowa Karczma-Liniewo (gmina)
Nowa Karczma-Liniewo – dawna gmina wiejska istniejąca w latach 1976–1982 w woj. gdańskim (dzisiejsze woj. pomorskie). Siedzibą władz gminy była Nowa Karczma.
Gmina została utworzona w dniu 2 lipca 1976 roku w woj. gdańskim przez połączenie gmin Liniewo i Nowa Karczma:
- z gminy Nowa Karczma: sołectwa Będomin, Grabowo Kościerskie, Grabowska Huta, Grabówko, Guzy, Jasiowa Huta, Liniewko Kościerskie, Lubań, Lubieszynek, Nowa Karczma, Nowy Barkoczyn, Rekownica, Skrzydłowo, Stary Barkoczyn, Śledziowa Huta, Szpon, Szatarpy, Sztofrowa Huta, Szumleś Królewski i Szumleś Szlachecki (20),
- z gminy Liniewo: sołectwa Chrósty Wysińskie, Chrztowo, Garczyn, Głodowo, Iłownica, Liniewo, Lubieszyn, Płachty, Sobącz, Stefanowo i Wysin (11).

1 października 1982 gmina Nowa Karczma-Liniewo została zlikwidowana. Z części gminy Nowa Karczma-Liniewo (sołectw: Chrósty Wysińskie, Chrztowo, Garczyn, Głodowo, Iłownica, Liniewo, Lubieszyn, Płachty, Sobącz, Stefanowo i Wysin) utworzono gminę Liniewo, a pozostałe tereny gminy przemianowano na gminę Nowa Karczma. Tak więc w praktyce obie gminy sprzed komasacji w 1976 roku (Liniewo i Nowa Karczma) zostały w 1982 roku odtworzone o identycznych granicach, jednak tylko gmina Nowa Karczma zachowała prawną ciągłość po gminie Nowa Karczma-Liniewo.